# Bandera de Bellvei
La bandera oficial de Bellvei té la següent descripció:
Bandera apaïsada de proporcions dos d'alt per tres de llarg, quarterada en sautor, a dalt i a baix de color blanc i al costat de color vermell, ressaltant sobre el tot una torre groga tancada de vermell, d'altura 5/9.
El disseny de la torre pot ser artístic. L'Associació Catalana de Vexil·lologia recomana que el maçonal sigui del color del camp.

## Història
És una bandera heràldica amb les armes de la família Bellvei, a les que s'hi ha afegit la torre que existeix al poble.
Va ser publicat en el DOGC el 10 de juliol de 1991.